# GDF6
GDF6‏ (Growth differentiation factor 6) هوَ بروتين يُشَفر بواسطة جين GDF6 في الإنسان.